# Међународни дан људске солидарности
Међународни дан људске солидарности, који се обележава 20. децембра, је међународни годишњи дан јединства Уједињених нација и њених држава чланица. Његов главни циљ је да препозна универзалну вредност солидарности тако што ће државе чланице упознати са глобалним циљевима и иницијативама за смањење сиромаштва и формулисати и поделити стратегије за смањење сиромаштва независних нација широм света. Међународни дан људске солидарности промовишу Светски фонд солидарности и Програм Уједињених нација за развој, који су фокусирани на постизање циљева постављених за искорењивање сиромаштва широм света. Сваки појединац може учествовати или прославити дан, било доприносећи образовању или помажући сиромашнима или физички или ментално хендикепираним особама. Уместо тога, владе се подстичу да одговоре на сиромаштво и друге друштвене баријере кроз циљеве одрживог развоја.

## Позадина
Међународни дан људске солидарности установљен је Миленијумском декларацијом УН која утврђује грађанска и политичка права појединца у модерној ери успостављањем спољних односа између држава чланица и УН. Увела га је Генерална скупштина током Светског самита 2005. и званично је успостављен 22. децембра 2005. године резолуцијом 60/209, којом је солидарност призната као фундаментална и универзална вредност.
Према Уједињеним нацијама, Међународни дан људске солидарности је
- дан да славимо наше јединство у различитостима;
- дан којим се владе подсећају да поштују своје обавезе према међународним споразумима;
- дан за подизање свести јавности о важности солидарности;
- дан за подстицање дебате о начинима промовисања солидарности за постизање циљева одрживог развоја укључујући искорењивање сиромаштва;
- дан акције за подстицање нових иницијатива за искорењивање сиромаштва.[3]